# Isaak Riga

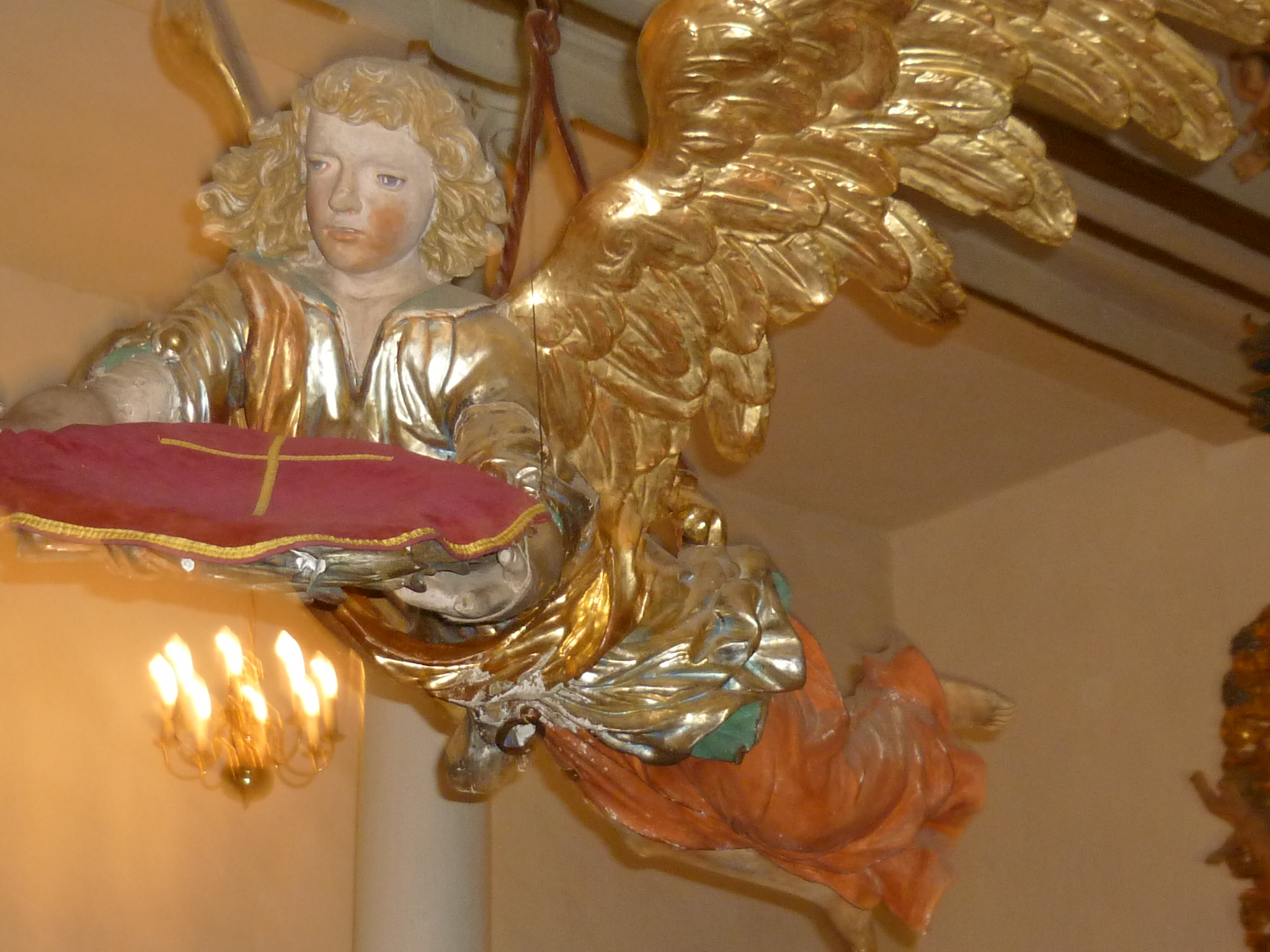
Taufengel in Sorquitten (1701)

Isaak Riga (* vor 1653 in Königsberg ?; † zwischen 1715 und 1720 in  Königsberg i. Pr.) war ein deutscher Bildschnitzer des Hochbarocks. Rigas gleichnamiger Vater ist von 1653 bis 1662 als Tischler in Königsberg bezeugt. Der jüngere hatte als Bildschnitzer eine große Bildhauerwerkstatt auf dem Steindamm (Königsberg) und später in Kneiphof. Er gehörte zur Gemeinde des Königsberger Doms und soll ab 1677 mit Maria geb. Schmied verheiratet gewesen sein. Er war nach Abraham van den Blocke der zweite gebürtige Königsberger, der als Bildhauer der Barockzeit große Bedeutung hatte.

## Künstlerisches Schaffen
Als Hofbildhauer des Herzogs von Preußen und des Königs in Preußen wurde Riga im Laufe von 40 Jahren in Königsberg zum berühmtesten Holzschnitzer seiner Zeit.
- Von 1693 bis 1696 schuf er das Inventar der Kirche in  Mühlhausen, Landkreis Preußisch Holland. Christoph Albrecht von Kalckstein, der Vater von Christoph Wilhelm von Kalckstein, ließ Riga die Taufkanzel und den Engel mit der Palme schnitzen.
- Für die Pfarrkirche in Preußisch Holland schuf er 1687 den Altaraufsatz, 1690 die Kanzel und 1691 den Beichtstuhl; er besteht aus einem offenen Kastensitz mit gewundenen Säulen an den Ecken. Die Vorderfront schmückt eine Darstellung Jesu als Schmerzensmann, die Rückseite die Heimkehr des verlorenen Sohnes; dazu gibt es geschnitzte Girlanden, Engel sowie die allegorischen Figuren Glaube, Liebe, Hoffnung und Treue.
- Für die Pfarrkirche in Mühlhausen, Landkreis Preußisch Eylau, schuf Riga einen Altaraufsatz mit prächtigen Schranken, eine Kanzel von Engeln getragen und eine Taufkammer mit reichem freigeschnitzten Rankenwerk. Die Rechnungen lagen noch 1945 vor. Demnach erhielt Riga für seine Arbeiten 400 Taler, 10 Scheffel Roggen und einen fetten Ochsen.
- Die beiden Apostelfiguren des Simon Petrus und Paulus von Tarsus (um 1696) in der Pfarrkirche zu Rößel, ursprünglich für die Pfarrkirche in Frauenburg geschaffen, waren ein Werk Isaak Rigas, ebenso der Barockaltar (1697) der Kirche Niebudszen bei Gumbinnen.
- Für die Pfarrkirche zu Paaris bei Rastenburg schuf er den Altar, der von Johann Müller bemalt und 1703 aufgestellt wurde; dieser Altar wurde in den Neubau der Kirche 1843 übernommen. In der Pfarrkirche von Mallwischken stand auch noch nach 1945 ein reichhaltig geschnitzter Altar von Riga.
- Für die Pfarrkirche in Stockheim schuf Isaak Riga den Altar (1690, nach 1700 farbig bemalt und vergoldet); er kam dann nach Abriss des Kirchenbaus in die 1937 neuerbaute Kirche zu Stablack.
- Für die katholische Pfarrkirche in  Guttstadt schuf er die Tauflaube (1685) und vier Engelknaben am Tauftisch (1690).
- In Königsberg waren Riga die Ausstattung der Wallenrodtschen Bibliothek (unter anderem Bücherregale, Treppengeländer) mit der beseelten Figur der Weisheit (1688–89), die barocke Taufkammer mit dem linken Beichtstuhl (1692) in der Altroßgärter Kirche und das Kruzifix (1676) in der Neuroßgärter Kirche zu verdanken.[1][2]
- Auch in anderen Kirchen lassen sich Altäre, Kanzeln und  Beichtkammern, Apostel und Engelskulpturen Riga zuordnen. Von ihm sind die schwebenden Taufengel von Bladiau, einschließlich der beiden Beichtstühle und eines Gutsstandes im Chor (1700), in Johannisburg (1704) und in Sorquitten (dort auch der obere Teil und der Schleier des Altars), wohl auch das Kruzifix in der Allensteiner Jakobikirche (1690). Auch die Bildhauerarbeiten am Altar der Pfarrkirche in Liebemühl (1712–1718) sind zum Teil das Werk von Riga.